# Green Grass
Green Grass är Mindjives första EP, utgiven av Burning Heart Records 1995.

## Låtlista
1. "My Way" - 3:28
2. "Jive" - 3:05
3. "Another View" - 2:51
4. "Digging Up" - 3:58

## Personal
- Christian Gabel - trummor
- Erik Engström - gitarr
- Martin Engström - foto
- H.P. Skoglund - foto
- Magnus Zotterman - bas
- Tobias Danielsson - sång

### Fotnoter
1. ↑  ”Mindjive”. Discogs.com. http://www.discogs.com/Mindjive-Green-Grass/release/369051. Läst 15 april 2012.